# Håkan Nyblom
Håkan Erik Nyblom (født 26. november 1981 i Vaasa i Finland) er en tidligere bryder. Han og tvillingebroderen Anders blev født i Finland, men har igennem sin karriere stillet op for Danmark, hvor brødrene var aktive i 55 kg-klassen (fjervægt). Brødrene var tilknyttet Herning Brydeklub. Han har fra 2005 været trænet af Jarek Pzyara og Szymon Kogut
Håkan Nyblom deltog ved Sommer-OL 2004, hvor han blev nr. otte. Ved EM i 2008 i Tampere, Finland, vandt han bronze og blev dermed den første danske medaljevinder ved et EM siden 1937. Ved VM i 2009 vandt han bronze efter at have tabt til Hamid Sourian i semifinalen. Han deltog tillige ved OL i London 2012, hvor han slog Fouad Fajari fra Marokko og Kohei Kasegawa fra Japan og kvalificerede sig til semifinalen. Her tabte han til Hamid Mohammad Soryan Reihanpour fra Iran og tabte siden også bronzekampen mod ungarske Peter Modos.